# Cyclacanthia bellae
Cyclacanthia bellae är en svampdjursart som först beskrevs av Samaai,Gibbons,Kelly och Davies-Coleman 2003.  Cyclacanthia bellae ingår i släktet Cyclacanthia och familjen Latrunculiidae. Inga underarter finns listade i Catalogue of Life.